# میلان چوک
میلان چوک (سیریلیک صربی: Милош Ћук؛ زادهٔ ۲۱ دسامبر ۱۹۹۰) بازیکن واترپلو اهل صربستان است.
وی در مسابقات کشوری و بین‌المللی در مجموع برندهٔ ۱۱ مدال طلا، ۲ مدال برنز شده‌است.